# Kevin Lasagna
Kevin Lasagna (ur. 10 sierpnia 1992 w San Benedetto Po) – włoski piłkarz, grający na pozycji napastnika.

## Kariera piłkarska

### Kariera klubowa
Wychowanek klubów US Sambenedettina, Chievo i Suzzara. W 2011 rozpoczął karierę piłkarską w Governolese. W następnym roku przeszedł do Cerea. W sezonie 2013/14 bronił barw Este. Potem występował w klubie Carpi. 14 stycznia 2017 podpisał kontrakt z Udinese, ale pozostał jeszcze do końca sezonu w Carpi. 26 stycznia 2021 został wypożyczony do Verony.

### Kariera reprezentacyjna
14 października 2018 roku debiutował w narodowej reprezentacji Włoch w meczu przeciwko Polsce (1:0).

## Sukcesy i odznaczenia

### Sukcesy klubowe
Carpi
- mistrz Serie B: 2014/15